# 千葉短期大学
千葉短期大学（ちばたんきだいがく、英語: Chiba Junior College）は、千葉県市川市国府台1-3-1に本部を置いていた短期大学である。1951年短期大学設置、2005年に廃止。大学の略称は千葉短（ちばたん）であるが、短大自体ではCJC（シージェイシー）を主に使用していた。

## 教育および研究
千葉短期大学においては、当時の短期大学教育において先進的な取り組みの一つとして、ビジネス・コミュニケーション学科が設置されていた。この学科は、旧来の商科および英文科を母体とし、それらを統合・発展させる形で設立されたものである。そのカリキュラムは、多様化する現代社会の要請に応えるべく、「国際企業人志向」「経理・財務エキスパート志向」「英語コミュニケーション能力開発志向」「情報重点志向」など、複数の履修モデルを体系的に整備し、学生の多様な進路志向に対応した教育を実現していた。
特筆すべきは、本学科が主として夜間部に在籍する社会人学生を教育対象とし、「創造的な情報発信力を有する人材」および「国際的視野を備えた実務能力の高い人材」の育成を目的としていた点である。その教育理念は、「夜に学び、昼に活かす。賢い時間の活用法」という実践的スローガンにも象徴されており、働きながら学ぶ成人学生に対し、理論と実務を架橋する実践的かつ応用的な学びの場を提供していた。

## 学風・教育理念および改革思想
千葉短期大学は、1951年の設立当初より勤労青年に高等教育の門戸を開くことを理念として掲げ、夜間部（第二部）を併設していた。この教育方針は、前身校である旧制巣鴨経済専門学校 第二部（夜間）教育における実績と理念を受け継ぐものであり、戦後日本の復興期における人的資本の育成という社会的要請にも応えるものであった。
1997年当時の学校法人千葉学園 理事であった東条吉彦は、短期大学設置の趣旨について「勤労青年のための教育機関を設置しておくことは、まさに国家百年の大計のうえで大事である」と『千葉商科大学 創立70周年記念誌』において述べており、この発言は同大学の教育理念が単なる学術の追求にとどまらず、社会的包摂と人的育成に根ざしていたことを示している。実際、商科定員100名、英文科定員50名の夜間部は文部省の認可を受け、労働と学修の両立を志す若者たちに高等教育の機会を提供した。
さらに、学校法人千葉学園 理事長であった原田嘉中は『千葉商科大学 創立70周年記念誌』において、千葉短期大学が設立された当時、国府台に所在する国立病院の看護師らが「昼間は勤務し、夜間に学ぶことを希望していた」旨を紹介し、短期大学の設置が地域社会における具体的かつ切実な教育ニーズに基づくものであったことを証言している。
このように、千葉短期大学の学風は、学問の理論的深化のみならず地域社会との連携、社会人教育の推進、そして教育の機会均等を体現する姿勢に特徴づけられており、日本における短期高等教育機関の社会的意義を象徴する一例として評価されている。
また、夜間部（千葉短期大学）を活用した継続的な教育の重要性については、千葉商科大学第6代学長であり、慶應義塾大学初代総合政策学部長も務めた加藤寛名誉学長が、自著『教育改革論』において次のように述べている。
私は、千葉商大卒業生に『PL法』を宣言することにした。人間である学生に製造物とはけしからんという人がいるが、私のPL法は“Professor’s” Liabilityであって、“Products”ではない。いわば、かけ言葉で教師の責任を示したものである。企業や社会に出て、大学教育が不十分であることが判明した場合、再び夜間コースに戻ってもらい、再教育をし、責任をもって送り出すことにするというものだ。こんなことができるのも、夜間コースがあるためで、ここに在来線のよさがある。
このように、加藤寛名誉学長は夜間コース（千葉短期大学）を、社会人を対象とした再教育の場として位置づけており、その存在が教育責任の継続的遂行に資するものであることを強調している。また同書においては、大学改革に関して「ミニ型新幹線方式」と呼ばれる考え方にも言及しており、次のように述べている。
伝統ある大学なら、ミニ型新幹線をつくることができる。在来線を生かしながら、新幹線の大学をするのである。
この考え方は、伝統と革新を両立させる大学改革の比喩として用いられており、夜間部（千葉短期大学）を活かした千葉商科大学の教育方針とも通じる内容である。

## 沿革

### 年表
- 1951年（昭和26年）3月 - 千葉短期大学の設立が認可され、商科第2部および英文科第2部を開設[7][8]。
- 1999年（平成11年）12月 - ビジネス・コミュニケーション学科の設置が認可[7]。同学科は、既存の商科・英文科を改組して新たに設置され、「創造・発信型の人材」および「国際性豊かな人材」の育成を目的としていた[1][2]。
- 2000年（平成12年）4月 - 商科第2部および英文科第2部の学生募集を停止し、ビジネス・コミュニケーション学科が開設[7]。同学科は「夜に学んで、昼に活かす。賢い時間の活用法」をコンセプトとし、夜間に学ぶ社会人などを主な対象としていた[4][9][10]。
- 2002年（平成14年）7月 - 英文科第2部の廃止が認可[7]。
- 2003年（平成15年）
  - 4月 - ビジネス・コミュニケーション学科の学生募集を停止[7]。
  - 7月 - 商科第2部を廃止（同年8月12日付で文部科学省に届出）[7]。
- 2005年（平成17年）12月 - 千葉短期大学の廃止が認可[7]。

## 基礎データ

### 所在地
- 本部所在地：千葉県市川市国府台1-3-1北緯35度44分31.8秒 東経139度54分24.6秒

- 交通アクセス[11]
JR総武線「市川駅」（市川駅から徒歩 約20分、もしくはバス利用の場合は 乗車 約10分、最寄り停留所 [和洋女子大前] から徒歩3分）
京成本線「国府台駅」（国府台駅から徒歩 約10分）
北総鉄道「矢切駅」（矢切駅から徒歩 約20分、もしくはバス利用の場合は 乗車 約10分、最寄り停留所 [和洋女子大前] から徒歩3分）
JR常磐線「松戸駅」（松戸駅からバスで乗車 約20分、最寄り停留所 [和洋女子大前] から徒歩3分)

## 教育および研究

### 組織

#### 2000年度以降の学科
- ビジネスコミュニケーション学科

#### 1999年度以前の学科
- 商科第2部
- 英文科第2部

#### 取得資格について
- 商科2部：中学校教諭二種免許状（職業）
- 英文科2部：中学校教諭二種免許状（英語）

## 大学関係者と組織

### 大学関係者一覧

#### 歴代学長
- 初代：森志久馬（法学者）
- 第2代：石井頼三（商品学者）
- 第3代：番場嘉一郎（会計学者）
- 第4代：早川泰正（経済学者）
- 第5代：加藤寛（経済学者）

## 施設

### キャンパス
- 短大独自のキャンパスはなく、千葉商科大学と共同使用となっていた。

## 対外関係

### 系列校
- 千葉商科大学
- 千葉商科大学付属高等学校

## 卒業後の進路について

### 就職について
- 両学科とも在学生の大半は勤労者だったため就職希望者はやや少ないものとなっていた。

### 編入学・進学実績
- 千葉商科大学への編入学した学生が多いものとなっていた。